# Labeobarbus megastoma
Labeobarbus megastoma är en fiskart som först beskrevs av Nagelkerke och Sibbing, 1997.  Labeobarbus megastoma ingår i släktet Labeobarbus och familjen karpfiskar. IUCN kategoriserar arten globalt som livskraftig. Inga underarter finns listade i Catalogue of Life.